# Wild Beasts
Wild Beasts er et indie rock-band fra England, der blev stiftet i 2002. 
Bandet har indtil videre udgivet fem fuldlængde albums, Limbo, Panto (2008), Two Dancers (2009), Smother (2011), Present Tense (2014) og BoyKing (2016). Albummet Two Dancers sikrede dem i 2010 en plads blandt de nominerede til den eftertragtede Mercury Prize.

Det var muligt at opleve Wild Beasts på dansk grund i 2010, idet de optrådte på Roskilde Festival.

## Biografi
Da bandet blev dannet i 2002, var det som duo bestående af Hayden Thorpe og Benny Little. I løbet af de næste år blev Chris Talbot og Tom Fleming indlemmet i bandet, og Wild Beasts som kvartet var en realitet.
Deres første album, Limbo, Panto, udkom i 2008 og blev særdeles vel modtaget. Ikke blot hjemme i Storbritannien, men også i f.eks. Danmark, hvor musikmagasinet Soundvenue i deres anmeldelse kvitterede med 5 stjerner og bl.a. roste bandet for værende, "(...) til at blive helt kulret af.".

 Allerede året efter, i 2009, var bandet klar med deres andet udspil, Two Dancers. Her var der ikke det mindste at spore i forhold til anmelderklicheen om den svære toer, og albummet blev således mødt med flotte anmeldelser. Der blev især lagt vægt på bandets utæmmede og uforudsigelige omgang med sangstrukturer, samt deres ligefremme og excentriske lyrik.
Der er desuden forlydender om et nyt udspil fra gruppen i løbet af 2011 – et udspil der angiveligt skulle være inspireret af Mary Shelleys litterære klassiker, Frankenstein.

## Medlemmer
- Hayden Thorpe (guitar, vokal-falset)
- Benny Little (guitar)
- Tom Fleming (bas, vokal-tenor)
- Chris Talbot (percussion, vokal-baryton)

## Diskografi
| - Limbo, Panto (Domino Records, 2008) - Two Dancers (Domino Records, 2009) - Smother (Domino Records, 2011) - Present tense (Domino Records, 2014) | - Hooting & Howling (Domino Records, 2009) - The Devil's Crayon (Domino Records, 2008) |

## Fodnoter
1. ↑  "The xx og Foals blandt Mercury Prize-nomineringerne – Soundvenue · Music & Expression". Arkiveret fra originalen 28. juni 2011. Hentet 18. januar 2011.
2. ↑  "Wild Beasts – de vilde bæster sejrede – Soundvenue · Music & Expression". Arkiveret fra originalen 11. juli 2010. Hentet 31. januar 2011.
3. ↑  Wild Beasts 'Limbo, Panto' – Soundvenue · Music & Expression (Webside ikke længere tilgængelig)
4. ↑  "Wild Beasts – Two Dancers / Releases / Releases // Drowned In Sound". Arkiveret fra originalen 4. marts 2016. Hentet 19. januar 2011.
5. ↑  "Wild Beasts: Two Dancers – Anmeldelse – GAFFA.dk". Arkiveret fra originalen 9. september 2010. Hentet 19. januar 2011.
6. ↑  Wild Beasts looking to 'Frankenstein' as inspiration for new album | News | NME.COM